# Gemeentehuis van Mierlo
Het gemeentehuis van Mierlo deed van 1963 tot 2004 dienst als gemeentehuis van de Noord-Brabantse gemeente Mierlo. 

## Geschiedenis
In de jaren zestig vond de suburbanisatie plaats. Mierlo groeide sterk. Mierlo-Hout hoorde toen nog bij Mierlo, waardoor de gemeente ongeveer  10.000 inwoners had. Het Oude Raadhuis uit 1806 werd te klein. Daarom werd er besloten om een nieuw gemeentehuis te bouwen. 
Het centrum van Mierlo was inmiddels richting het einde van de Dorpsstraat, bij de molen, verschoven. Het nieuwe gemeentehuis zou in dit nieuwe centrum komen te liggen, op het laatste adres van de Dorpsstraat. Daarvoor werd een 18e-eeuwse boerderij afgebroken en de verbindingsweg tussen de Wilhelminastraat en de Ellenaar opgebroken. Voor het plein van het gemeentehuis werd Hotel 't Anker afgebroken. Vijftig meter verderop is een nieuw hotel gebouwd.
In 2004 fuseerde de gemeente Mierlo met Geldrop tot de nieuwe gemeente Geldrop-Mierlo. Geldrop werd de hoofdplaats van deze gemeente, waardoor het gemeentehuis van Geldrop als gemeentehuis voor Geldrop-Mierlo ging dienen. Het gemeentehuis van Mierlo blijft tijdelijk in gebruik als plaats van enkele gemeenteloketten.

## Toekomst
In de nabije toekomst wordt het centrum van Mierlo heringericht. Volgens de plannen wordt het gebied waar het gemeentehuis nu staat herontwikkeld tot een woon- of horecalocatie. Het gebouw zal dan gesloopt worden.